# Liste de jeux Windows (F)
Cette liste de jeux Windows dont le titre commence par la lettre F recense des jeux vidéo sortis sur le système d'exploitation Windows pour PC.
Pour un souci de cohérence, la liste utilise les noms français des jeux, si ce nom existe.
Cette liste est découpée, il est possible de naviguer entre les pages via le sommaire.
- F.C. Manager 2006
- F.C. Manager 2007
- F-18: No Fly Zone
- F-22 Air Dominance Fighter
- F-22 Lightning II
- F-22 Lightning 3
- F-22 Raptor
- F-22 Total Air War
- F1 2000
- F1 2001
- F1 2002
- F1 2010
- F1 2011
- F1 2012
- F1 2013
- F1 2014
- F1 2015
- F1 2016
- F1 2017
- F1 2018
- F1 2019
- F1 2020
- F1 Challenge 99-02
- F1 Championship : Saison 2000
- F1 Manager
- F1 Race Stars
- F1 Racing Championship
- F1 Racing Simulation
- F-1 World Grand Prix
- F-1 World Grand Prix 2000
- F.A. Premier League Stars, The
- Fable (1996)
- Fable: The Lost Chapters
- Fable III
- Fable Fortune
- Fable Legends
- Fabuleux voyage de l'oncle Ernest, le
- Façade
- Face of Mankind
- Face Noir
- Faces of War
- Factorio
- Fade to Silence
- Faery: Legends of Avalon
- Fahrenheit
- Fair Strike
- FairChild
- Faire un film avec Steven Spielberg
- Fairly OddParents, The: Breakin' da Rules
- Fairly OddParents, The: Shadow Showdown
- FairlyLife
- Fairy Fencer F
- Fairy Wars
- Falcon 3.0
- Falcon 4.0
- Falcon 4.0: Allied Force
- Falcon Age
- Falconeer, The
- Fall, The
- Fall, The: Part 2 - Unbound
- Fall, The: Last Days of Gaia
- Fall Guys: Ultimate Knockout
- Fallen: A2P Protocol
- Fallen Earth
- Fallen Haven
- Fallen Legion+
- Fallen Lords: Condemnation
- Falling Stars
- Fallout
- Fallout 2
- Fallout Tactics
- Fallout 3
  - Fallout 3: Operation Anchorage
  - Fallout 3: The Pitt
  - Fallout 3: Broken Steel
  - Fallout 3: Point Lookout
  - Fallout 3: Mothership Zeta
- Fallout: New Vegas
  - Fallout: New Vegas - Dead Money
  - Fallout: New Vegas - Honest Hearts
  - Fallout: New Vegas - Old World Blues
  - Fallout: New Vegas - Lonesome Road
- Fallout 4
  - Fallout 4: Far Harbor
  - Fallout 4: Nuka-World
- Fallout Shelter
- Fallout 76
- Family Feud (2000)
- Family Feud II
- Family Feud (2006)
- Family Feud: Hollywood Edition
- Family Feud: 2010 Edition
- Family Guy : À la recherche des trucs
- Family Guy: Back to the Multiverse
- Fantastic Contraption
- Fantasy Earth: Zero
- Fantasy General
- Fantasy Tennis
- Fantasy Wars
- Far Cry
- Far Cry 2
- Far Cry 3
- Far Cry 3: Blood Dragon
- Far Cry 4
- Far Cry Primal
- Far Cry 5
- Far Cry: New Dawn
- Far Cry 6
- Far Gate
- Far West
- Farming Simulator 2008
- Farming Simulator 2009
- Farming Simulator 2011
- Farming Simulator 2013
- Farming Simulator 15
- Farming Simulator 17
- Farming Simulator 19
- FarmVille
- Farscape, le jeu
- FarSky
- Fast and Furious Crossroads
- Fatal Fury 3: Road to the Final Victory
- Fatale
- Fate
- Fate: Undiscovered Realms
- Fate: The Traitor Soul
- Fate: The Cursed King
- Fate of Hellas
- Fate of the World
- Fate/EXTELLA
- Fate/hollow ataraxia
- Fate/stay night
- Fault Milestone One
- Fault Milestone Two
- Faust
- FBI : Hostage Rescue
- Fe
- FEAR
  - FEAR Combat
  - FEAR Extraction Point
  - FEAR Perseus Mandate
- FEAR 2: Project Origin
- FEAR 3
- Fear & Hunger
- Fear Effect Reinvented
- Fear Effect Sedna
- Fear the Wolves
- Fearless Fantasy
- Feeble Files, The
- Feeding Frenzy
- Feeding Frenzy 2: Shipwreck Showdown
- Fenimore Fillmore's Revenge
- Ferme en folie, La
- Fernandez Must Die
- Fez
- FIA European Truck Racing Championship
- Fiba Basketball Manager 2008
- Fieldrunners
- Fieldrunners 2
- Fiesta Online
- FIFA 97
- FIFA 98 : En route pour la Coupe du monde
- FIFA 99
- FIFA 2000
- FIFA Football 2001
- FIFA Football 2002
- FIFA Football 2003
- FIFA Football 2004
- FIFA Football 2005
- FIFA 06
- FIFA 07
- FIFA 08
- FIFA 09
- FIFA 10
- FIFA 11
- FIFA 12
- FIFA 13
- FIFA 14
- FIFA 15
- FIFA 16
- FIFA 17
- FIFA 18
- FIFA 19
- FIFA 20
- FIFA 21
- FIFA 22
- FIFA Mobile
- FIFA Online
- FIFA Online 2
- FIFA Online 3
- Fighter Ace
- Fighter Ace 2
- Fighter Ace 3
- Fighter Ace 3.5
- Fighter Maker
- Fighter Squadron: The Screamin' Demons Over Europe
- Fighting EX Layer
- Fighting Force
- Fighting Steel
- Final Doom
- Final Exam
- Final Fantasy III
- Final Fantasy IV
- Final Fantasy IV : Les Années suivantes
- Final Fantasy V
- Final Fantasy VI
- Final Fantasy VII
- Final Fantasy VIII
- Final Fantasy X/X-2 HD Remaster
- Final Fantasy XI
  - Final Fantasy XI: Rise of the Zilart
  - Final Fantasy XI: Chains of Promathia
  - Final Fantasy XI: Treasures of Aht Urhgan
  - Final Fantasy XI : Les Guerriers de la Déesse
- Final Fantasy XII: The Zodiac Age
- Final Fantasy XIII
- Final Fantasy XIII-2
- Final Fantasy XIV
- Final Fantasy XIV: A Realm Reborn
  - Final Fantasy XIV: Heavensward
  - Final Fantasy XIV: Stormblood
  - Final Fantasy XIV: Shadowbringers
- Final Fantasy XV
- Final Fantasy Awakening
- Final Fantasy Type-0
- Final Liberation: Warhammer Epic 40,000
- Final Station, The
- Finding Paradise
- Finding Teddy
- Finding Teddy 2
- Fire Department
- Fire Department 2
- Fire Department 3
- Fire Pro Wrestling World
- Firearms
- Firefly Online
- FirePower
- FireStarter
- Fireteam
- Firewatch
- Firo and Klawd
- First Battalion
- First Templar, The
- FISH (freegameplanet)
- Five Nights at Freddy's
- Five Nights at Freddy's 2
- Five Nights at Freddy's 3
- Five Nights at Freddy's 4
- Five Nights at Freddy's: Sister Location
- Five Nights at Freddy's VR: Help Wanted
- Flame in the Flood, The
- Flanker 2.0
- Flashback
- FlatOut
- FlatOut 2
- FlatOut: Ultimate Carnage
- FlatOut 3: Chaos and Destruction
- FlatOut 4: Total Insanity
- Flattened by zsansubar
- Fleet Command
- Fleet Defender
- Flight Control
- Flight Simulator 95
- Flight Simulator 98
- Flight Simulator 2000
- Flight Simulator 2002
- Flight Simulator 2004 : Un siècle d'aviation
- Flight Simulator X
  - Flight Simulator X: Acceleration
- Flight Unlimited
- Flight Unlimited II
- Flight Unlimited III
- Flinthook
- Flintstones, The: Bedrock Bowling
- Flip Out!
- Flipping Death
- Flock!
- Flock, The
- Floor is Jelly, The
- Florensia
- Flotilla
- flOw
- Fly!
- Fly! II
- Fly'n
- Flyboys Squadron
- Flyff
- Flying Corps
- Flying Farm, The
- Flying Heroes
- Flying Tigers: Shadows Over China
- Flywrench
- FNAF World
- Fog
- Foldit
- Food Force
- Food Force 2
- Football Manager : Saison 98/99
- Football Manager 2005
- Football Manager 2006
- Football Manager 2007
- Football Manager 2008
- Football Manager 2009
- Football Manager 2010
- Football Manager 2011
- Football Manager 2012
- Football Manager 2013
- Football Manager 2014
- Football Manager 2015
- Football Manager 2016
- Football Manager 2017
- Football Manager 2018
- Football Manager 2019
- Football Manager 2020
- Football Manager Live
- Football Superstars
- For Honor
- For the Glory
- Forager
- Force 21
- Forced
- Forced: Showdown
- Ford Racing
- Ford Racing 2
- Ford Racing 3
- Ford Street Racing
- Forest, The
- Forever Worlds
- Forgotten Realms: Demon Stone
- Forgotton Anne
- Formula 1
- Formula 1 97
- Formula Karts
- Formula One 99
- Forsaken
- Fort Boyard (2019)
- Fort Boyard : Le Défi
- Fort Boyard Millenium
- Fort Boyard, le jeu
- Fort Zombie
- Fortnite Battle Royale
- Fortnite Créatif
- Fortnite : Sauver le monde
- Forts
- Fortune Arterial
- Forza Horizon 3
- Forza Horizon 4
- Forza Motorsport 6
- Forza Motorsport 7
- Fossil Echo
- Fotonica
- Foul Play
- Four Sided Fantasy
- FourFourTwo
- Fourmis, Les
  - Fourmis : Les Guerres de l'Ouest, Les
- Fourmiz Extreme Racing
- Fous du volant, Les
- Fox Hunt
- Fract OSC
- Fractal
- Fractured Soul
- Fragile Allegiance
- Fragments of Him
- Fran Bow
- Frank Herbert's Dune
- Frankenstein: Through the Eyes of the Monster
- Frankie Dettori Racing
- Frantics
- Franz Kafka Videogame, The
- Freak Out: Extreme Freeride
- Freddy Fazbear's Pizzeria Simulator
- Freddy Pharkas: Frontier Pharmacist
- Free Realms
- Free Running
- FreeCell
- Freeciv
- FreeCol
- Freedom: First Resistance
- Freedom Fighters
- Freedom Force
- Freedom Force vs. The 3rd Reich
- Freedom Planet
- Freedoom
- Freelancer
- FreeOrion
- FreeSpace 2
- FreeStyle Street Basketball
- Freestyle Street Soccer
- Frère des ours
- Frets on Fire
- Freja And The False Prophecy
- Friday the 13th, le jeu
- Friends : Celui qui répond à toutes les questions
- Fritz et Bianca à la découverte du jeu d'échecs
- Fritz 8
- Fritz 9
- Fritz 10
- Fritz 11
- Frog's Princess
- Frogatto and Friends
- Frogger
- Frogger 2 : La Revanche de Swampy
- Frogger's Adventures: The Rescue
- Frogger Beyond
- Frogger: The Great Quest
- From Dust
- Front de l'Est
- Front de l'Ouest
- Front Mission Evolved
- Front Mission Online
- Front Page Sports Football Pro '97
- Front Page Sports Football Pro '98
- Frontal Attack 1
- Frontal Attack 2
- Frontline: Fields of Thunder
- Frontline Attack: War Over Europe
- Frontlines: Fuel of War
- Frostpunk
- Frostrune, The
- Frozen Bubble
- Frozen Synapse
  - Frozen Synapse Red
- Frozen Synapse Prime
- Fruit de la Grisaia, Le
- Fruit Ninja
- FTL: Faster Than Light
- Fuel
- Fuga: Melodies of Steel
- Full Ace Tennis Simulator
- Full Bore
- Full Metal Daemon: Muramasa
- Full Metal Furies
- Full Mojo Rampage
- Full Pipe
- Full Spectrum Warrior
- Full Spectrum Warrior: Ten Hammers
- Full Throttle
- Full Tilt! Pinball
- Full Tilt! Pinball 2
- Fun Tracks
- Fur Fighters
- Furi
- Fushigi Dungeon: Furai no Shiren Gaiden - Onnakenshi Asuka Kenzan
- Fury
- Fury3
- Fushigi no Kuni no Angelique
- Future Cop L.A.P.D.
- Future Reality (Haunted PS1 (en))
- Future Reality: Racing League (Future Reality Softworks)
- Future Tactics: The Uprising
- Future Unfolding
- futureU
- Futuridium EP Deluxe

| Sommaire : | Haut - A B C D E F G H I J K L M N O P Q R S T U V W X Y Z 0-9 |